# Xã McDougald, Quận Lake of the Woods, Minnesota
Xã McDougald (tiếng Anh: McDougald Township) là một xã thuộc quận Lake of the Woods, tiểu bang Minnesota, Hoa Kỳ. Năm 2010, dân số của xã này là 225 người.